# ФК Словацко
ФК Словацко (чеш. 1. FC Slovácko) је чешки професионални фудбалски клуб из Ухерских Храдишта. Такмичи се у Првој лиги Чешке.
Основан је 1927. Од 2009. године клуб редовно игра у Првој чешкој лиги. Словацко је освојио један куп Чешке, а још два пута је стигао до финала купа.

## Трофеји
- Куп Чешке Републике : 1
  - 2022.

## ФК Словацко у европским такмичењима
| Сезона  | Такмичење         | Рунда   | Противник          | Дом. | Гост | Укп.                 |
| ------- | ----------------- | ------- | ------------------ | ---- | ---- | -------------------- |
| 2002    | Интертото куп     | 1. коло | Тираспољ           | 4:0  | 0:0  | 4:0                  |
| 2002    | Интертото куп     | 2. коло | Хелсингборг        | 4:0  | 0:2  | 4:2                  |
| 2002    | Интертото куп     | 3. коло | Сошо               | 0:3  | 0:0  | 0:3                  |
| 2021/22 | Лига конференције | 2. коло | Локомотива Пловдив | 1:0  | 0:1  | 1:1 (2:3, пен.)      |
| 2022/23 | Лига Европе       | 3. коло | Фенербахче         | 1:1  | 0:3  | 1:4                  |
| 2022/23 | Лига конференције | плеј оф | АИК                | 3:0  | 1:0  | 4:0                  |
| 2022/23 | Лига конференције | Група Д | Партизан           | 3:3  | 1:1  | 4. од укупно 4 места |
| 2022/23 | Лига конференције | Група Д | Келн               | 0:1  | 2:4  | 4. од укупно 4 места |
| 2022/23 | Лига конференције | Група Д | Ница               | 0:1  | 2:1  | 4. од укупно 4 места |